# Blas Sanchis Bonet
Blas Sanchis Bonet   (Amposta, 14 d'abril de 1919 - Deltebre, 1 de setembre de 1995) va ser un dibuixant de còmics i editor català.

## Biografia
Blas Sanchis va entrar a treballar en l'Editorial Bruguera el 1957. Va crear una extensa llista de sèries pròpies com Sansón García Boniato, tiene cuerda para rato (1959), Don Ernesto y Doña Pura, un matrimonio de altura (1959), Bautista, Enriquito y Don Benito (1962), Perry Tostón (1963), Don Tacañete (1967) o Don Agapito (1968), però cap va ser un gran èxit. Un dels seus molts treballs per a Bruguera va ser dibuixar una sèrie de cromos i d'historietes de la popular Familia Telerín, obra originària dels germans Santiago y José Luis Moro.
Va ser l'encarregat de dirigir i coordinar les sèries d'altres artistes de la casa, especialment les de Manuel Vázquez i les de Francisco Ibáñez, que es produïen en l'anomenat "Estudi Sanchis" de l'editora. També va dibuixar algunes historietes dels personatges d'aquests autors, incloent Mortadel·lo i Filemó. Amb el temps l'estudi va acabar elaborant-se al marge dels creadors dels personatges. Aquest equip acabaria derivant en el Bruguera Equip, que va utilitzar aquest nom després que Ibáñez abandonés l'editorial, anys després de la marxa de Sanchis.
Sanchis va ser l'encarregat de fitxar els argentins Santiago Scalabroni i Daniel Branca, fugits de la dictadura militar argentina i que després passarien a treballar per la Disney.
El 1978 va abandonar Bruguera per a crear l'agència de dibuixos infantils Estudis Bonnet, que va fer-se un lloc en el mercat internacional, destacant una estreta relació amb el grup Egmont de Dinamarca. Sanchis va dibuixar durant més d'una dècada les sèries de Winnie-the-Pooh, la qual cosa li va suposar un reconeixement final a la seva carrera artística.

## Obra
| Any  | Títol                                            | Publicació                    |
| ---- | ------------------------------------------------ | ----------------------------- |
| 1957 | Margarito Celemín, un vendedor muy pillín        | Pulgarcito                    |
| 1959 | Sansón García Boniato tiene cuerda para rato     | Ven y Ven                     |
| 1959 | Don Ernesto y Doña Pura, un matrimonio de altura | Seleccions d'Humor d'El DDT   |
| 1961 | Pérez Pérez y Pérez, sociedad desanimada         | El Campeón de las Historietas |
| 1962 | Bautista, Enriquito y Don Benito                 | Tío Vivo                      |
| 1963 | Aquí está Don Facundo                            | El Jabato Extra, El DDT       |
| 1965 | La familia Telerín                               | Din Dan                       |
| 1967 | Don Agapito                                      | Pulgarcito                    |
| 1967 | Don Tacañete                                     | El DDT                        |
| 1967 | Teresito                                         | El DDT                        |
| 1978 | Gatín                                            | Copito                        |